# 王堉时
王堉时，韩城人，是一名清朝政治人物。荫生出身。
王堉时曾于嘉庆二十一年(1816年)接替邹翰任建宁府知府一职，道光二年(1822年)由王惟询接任。